# Ассоциация евангелических реформатских церквей Буркина-Фасо
Ассоциация евангелических реформатских церквей Буркина-Фасо (порт. Associação de Igrejas Evangélicas Reformadas em Burkina Fasso, AIERBF) — кальвинистская деноминация в Буркина-Фасо, образованная в 1986 году церквями, основанными пастором Киндой Лазаром.

## История
В 1977 году Кинда Лазар из Ассамблеи Бога вступил в реформатскую веру и присоединился к кальвинизму. После изучения богословия в Теологическом институте Порто-Ново (Бенин) Лазар начал учреждать церкви в Уагадугу и других городах Буркина-Фасо. В результате в 1986 году эти церкви организовались в деноминацию под названием «Ассоциация евангелических реформатских церквей Буркина-Фасо».

## Доктрина
Деноминация придерживается Апостольского Символа веры, Гейдельбергского катехизиса и Никейского Символа веры. С 1990 года здесь принимается рукоположение женщин.

## Межцерковные отношения
Церковь — член Всемирного совета церквей, с 2004 года — член Всемирного сообщества реформатских церквей и Всеафриканской конференции церквей.